# SMS V 163
V 163 – niemiecki niszczyciel z okresu I wojny światowej. Okręt wyposażony był w dwa kotły parowe opalane węglem i jeden opalany ropą. Złomowany w 1921 roku.